# Die Abenteuer von Sharkboy und Lavagirl in 3-D
Die Abenteuer von Sharkboy und Lavagirl in 3-D ist eine Familienkomödie von Robert Rodriguez. Laut seiner eigenen Aussage wurde er durch eine Gutenachtgeschichte inspiriert, die er seinen Kindern erzählt hatte.

## Handlung
Im Mittelpunkt steht Max, ein schüchterner Junge, der Außenseiter seiner Klasse, der Angst davor hat, dass sich seine Eltern scheiden lassen. Die einzige Flucht aus der realen Welt sind seine farbenfrohen Träume. In ihnen reist er mit seinen imaginären Freunden Sharkboy und Lavagirl zu dem fiktiven Planeten Schleck (im englischen Original Drool). Dort werden all seine Träume wahr. Es gibt alles zu essen, was das Kinderauge begehrt. Doch da gibt es noch Mr. Electric, der die Traumwelt bedroht.
Als die beiden jungen Superhelden Sharkboy und Lavagirl trotz ihrer Kräfte in Schwierigkeiten geraten, schlägt Max’ Stunde: Nur er kann sie aus Mr. Electrics Festung retten. Jetzt zahlen sich die wilden technischen Spielereien und die unglaublichen Apparate aus, die immer in Max’ Kopf umherschwirren. Er hat die Macht, seine Träume Realität werden zu lassen.

## Hintergründe
George Lopez spricht in der englischen Originalfassung auch zwei computeranimierte Figuren, den Roboter Tobor und den Eiswächter (Ice guardian), die auf dem Planeten Drool existieren.

## Auszeichnungen
- Austin Film Critics Award in der Kategorie Schlechtester Film (Geteilt mit Be Cool)
- Nominierung für Imagen Award in den Kategorien Bester Regisseur und Bester Film
- Young Artist Award Best Performance in a Feature Film (Comedy or Drama) – Leading Young Actor für Taylor Lautner
- Best Performance in a Feature Film (Comedy or Drama) – Leading Young Actress für Taylor Dooley

## Kritik
„Mit ‚Adventures of Shark Boy and Lava Girl‘ hat er [Robert Rodriguez] einen wahnwitzigen und actionreichen Kinderfilm in 3D geschaffen. Die Idee hatte sein siebenjähriger Sohn Racer, doch auch Anleihen bei ‚Der Zauberer von Oz‘, ‚Charlie und die Schokoladenfabrik‘, ‚Die unendliche Geschichte‘ und ‚Harry Potter‘ sind unübersehbar.“

„Die Handlung – wenn man die Aneinanderreihung videospielartiger Actioneinlagen so nennen mag – ist albern und wirr. Dem Unterhaltungswert dieser ins Kino ausgelagerten Jahrmarktattraktion schadet es nicht. Und technisch ist das grellbunte Spektakel besser (weil schärfer) geraten als ‚Spy Kids 3-D‘. Fazit: Ein filmischer Rummelplatzbesuch – rasant, grell, einigermaßen witzig und voller surrealer Effekte. So etwas finden Kinder cool, Erwachsene weniger.“

„Weder inhaltlich noch visuell überzeugender Kinderfilm mit enervierender Videospiel-Dramaturgie. Die Figuren und Handlungen erscheinen als wenig originelle Konglomerate ‚trashiger‘ Fernsehserien und lassen jeden Charme vermissen.“